# Mônica Yassuda
Mônica Sanches Yassuda ou simplesmente Mônica Yassuda (1966) é uma psicóloga e professora universitária brasileira que se destaca como uma das principais pesquisadoras da Gerontologia, do campo da Psicologia do Envelhecimento e do campo das neurociências no Brasil.

## Biografia
Mônica Sanches Yassuda fez sua graduação em Psicologia na Universidade de São Paulo (USP) entre 1984 a 1988, onde se graduou como psicóloga. Quatro anos depois, ela ingressou no Programa de Mestrado em Psicologia do Desenvolvimento Humano da Universidade da Flórida, onde ela obteve o título de mestra em 1995, após defender dissertação na área de cognição sob a supervisão de Robin Lea West.
Prosseguindo nos estudos com apoio da Coordenação de Aperfeiçoamento de Pessoal de Nível Superior (CAPES) e sob a supervisão de Robin L. West, em 1999, Mônica S. Yassuda defendeu sua tese de doutorado com o título "Memory beliefs and memory training: the effects of an educational intervention", em pesquisa na qual ela estudou os efeitos de uma intervenção educativa em programa de aperfeiçoamento da memória, oferecendo contribuições inéditas no campo da psicologia cognitiva e na psicologia do desenvolvimento humano.
Aprovada por concurso público como professora da Universidade de São Paulo (USP) em 2005, ela foi lotada na Escola de Artes, Ciências e Humanidades da Universidade de São Paulo (EACH-USP), onde ensina na graduação em Gerontologia daquela unidade, além de orientar dissertações de mestrado e teses de doutorado em programas de pós-graduação em Gerontologia da EACH-USP, da Faculdade de Ciências Médicas da UNICAMP e em Neurologia da Faculdade de Medicina da USP. 
Em 2011, ela obteve a livre docência após defender a tese: "Fragilidade e cognição: dados do estudo FIBRA em Ermelino Matarazzo".
Ela também desempenhou cargos acadêmicos como o de Coordenadora do Curso de Gerontologia da USP, entre 2009 a 2013, e de Diretora da EACH-USP, entre os anos de 2018 e 2022, tendo como Vice-Diretor, o professor Ricardo Uvinha..
Na história da EACH-USP, ela se destaca ainda por ser a primeira mulher a alcançar o cargo de professora titular e a segunda de Diretora na unidade universitária, quando substituiu a professora Maria Cristina Motta de Toledo, a qual tinha como Vice-Diretora Neli Aparecida de Mello-Théry.

## Obras

### Livros
- Velhice bem-sucedida: Aspectos afetivos e cognitivos. Campinas: Papirus Editora, 2004 (coletânea organizada em coautoria com A. L. Neri).
- Memoria. s.l.: Atheneu Editora, 2005. (em coautoria com A. ALVAREZ, A. TAUB e I. CARVALHO)
- Encyclopedia of Geropsychology - Section: Geriatric Neuropsychology and Neurscience. Cingapura: Springer, 2016 (organizada em coautoria com Deborah Koltai Attix).

### Principais papers científicos
- Preliminary analyses of the psychometric characteristics of the Rivermead (Madrid, 2006).
- Self-efficacy and well-being in Brazilian older adults (Rio de Janeiro, 2005).
- Memory complaints and objective memory performance: Differences between younger and older adults (Rio de Janeiro, 2005).
- The knowledge of normal and pathological memory aging test (Atlanta, 1998).
- Self-efficacy and memory aging: The effects of control beliefs and memory self-efficacy on name recall performance (Atlanta, 1996).
- The impact of memory training in memory predictions in older adults: Comparing metamemory and self-efficacy methodology (Atlanta, 1994).